# Dhammapada
El Dhammapada (en pali: धम्मपद, transcrit Dhammapada, o en sànscrit: धर्मपद, transcrit Dharmapada) és un dels textos més apreciats per totes les branques del budisme. Recull en 423 versets diverses sentències i proverbis de Buda. És un text de caràcter sapiencial, és a dir, que convida a la reflexió personal.